# Deyverson
Deyverson Brum Silva Acosta (Santa Margarida, 8 mei 1991) - alias Deyverson - is een Braziliaans voetballer die doorgaans in de aanval speelt. Hij verruilde Cuiabá in augustus 2024 voor Atlético Mineiro.

## Carrière

### Grêmio Mangaratibense
Deyverson begon op jonge leeftijd bij het lokale Grêmio Mangaratibense.

### Benfica
In het seizoen 2012/13 maakte hij de overstap naar het tweede elftal van Benfica. Hij maakte op 19 september 2012 in de zesde speelronde zijn debuut voor het elftal in de Segunda Liga tegen Tondela (2–2). Zijn eerste doelpunt maakte hij in zijn tweede competitiewedstrijd, op 10 november 2012, uit tegen Oliveirense. Hij maakte de winnende 2–1. Uiteindelijk wist Devyerson tot acht doelpunten en een assist te komen in negenentwintig wedstrijden.

### Belenenses en verhuur aan 1. FC Köln
In het seizoen 2013/14 maakte Devyerson de overstap naar Belenenses, dat op dat moment uitkwam in de Primeira Liga. Zijn debuut voor de club maakte hij op 18 augustus 2013 tijdens een 0–3 thuisnederlaag tegen Rio Ave. In zijn eerste seizoen wist hij in negen wedstrijden drie doelpunten te maken.
Op 2 februari 2015 tekende Deyverson op huurbasis een halfjarig contract bij 1. FC Köln. Hij scoorde zijn eerste doelpunt op 8 maart 2015 tegen Eintracht Frankfurt.

### Levante en verhuur aan Deportivo Alavés
Op 27 juli 2015 tekende Deyverson een vierjarig contract bij Levante. Met de transfer was circa twee miljoen euro gemoeid. Hij maakte zijn competitiedebuut op 23 augustus 2015 tijdens een met 1–2 verloren uitwedstrijd tegen Celta de Vigo.
Deyverson scoorde zijn eerste doelpunt in de Primera División op 23 september 2015 inde met 2–2 gelijkgespeelde thuiswedstrijd tegen Eibar. Op 22 november 2015 droeg hij met een brace bij aan een 0–3 uitoverwinning tegen Sporting de Gijón, waarmee hij tot vier doelpunten in tien wedstrijden kwam.
Op 21 juli 2016, na de degradatie van Levante, tekende Deyverson op huurbasis een eenjarig contract bij Deportivo Alavés, uitkomend in de Primera División. Op 10 september 2016 scoorde hij zijn eerste doelpunt voor de club; er werd met 1–2 gewonnen van FC Barcelona in Camp Nou.

### Palmeiras en verhuur aan Getafe en Deportivo Alavés
Op 11 juli 2017 keerde Deyverson terug naar Brazilië en tekende een vijfjarig contract bij Palmeiras. Hij won met de club de Campeonato Brasileiro Série A 2018 en scoorde dat seizoen zelf negen doelpunten, maar zakte vervolgens in de pikorde na de komst van Luiz Adriano.
Op 21 januari 2020 keerde Deyverson terug naar Spanje en tekende op huurbasis een contract bij Getafe. Op 23 augustus keerde hij op huurbasis terug bij Deportivo Alavés.
Op 27 november 2021 scoorde Deyverson het winnende doelpunt in blessuretijd (vijfde minuut) tijdens de finale van de CONMEBOL Libertadores. Dit gebeurde na een verdedigende fout van Flamengo-middenvelder Andreas Pereira en werd hij verkozen tot Man of the Match.

### Cuíaba
In 2022 tekende Deyverson bij Cuíaba

### Atlético Mineiro
In 2024 maakte Deyverson de overstap naar Atlético Mineiro.

## Erelijst
Palmeiras
- Campeonato Brasileiro Série A: 2018
- CONMEBOL Libertadores: 2021
- CONMEBOL Recopa: 2022
- Campeonato Paulista: 2022